# Fitzhugh
Fitzhugh és un poble dels Estats Units a l'estat d'Oklahoma. Segons el cens del 2000 tenia 204 habitants.

## Demografia
Segons el cens del 2000, Fitzhugh tenia 204 habitants, 75 habitatges, i 62 famílies. La densitat de població era de 10,8 habitants per km².
Dels 75 habitatges en un 46,7% hi vivien nens de menys de 18 anys, en un 72% hi vivien parelles casades, en un 6,7% dones solteres, i en un 17,3% no eren unitats familiars. En el 16% dels habitatges hi vivien persones soles el 5,3% de les quals corresponia a persones de 65 anys o més que vivien soles. El nombre mitjà de persones vivint en cada habitatge era de 2,72 i el nombre mitjà de persones que vivien en cada família era de 3,05.
Per edats la població es repartia de la següent manera: un 31,9% tenia menys de 18 anys, un 11,8% entre 18 i 24, un 24% entre 25 i 44, un 19,6% de 45 a 60 i un 12,7% 65 anys o més.
L'edat mediana era de 31 anys. Per cada 100 dones de 18 o més anys hi havia 93,1 homes.
La renda mediana per habitatge era de 35.208 $ i la renda mediana per família de 35.625 $. Els homes tenien una renda mediana de 31.875 $ mentre que les dones 27.500 $. La renda per capita de la població era de 12.395 $. Entorn del 10,4% de les famílies i el 18,1% de la població estaven per davall del llindar de pobresa.

## Poblacions més properes
El següent diagrama mostra les poblacions més properes.